# HD 174464
HD 174464，又名BD-09 4859，SAO 142692、HR 7094，是一颗恒星，视星等为5.83，位于銀經24.16，銀緯-4.34，其B1900.0坐标为赤經18h 45m 28.4s，赤緯-9° -4.34′ 25″。